# 일본계 미국인의 강제수용
제2차 세계대전 기간 미국은 약 120,000명의 일본계 미국인을 전쟁 재배치국(War Relocation Authority, WRA)을 통해 주로 미국 서부 내륙에 위치한 열 곳의 수용소에 강제로 재배치하고 억류하였다. 강제수용된 인원의 약 3분의 2는 미국 시민권자였다. 이러한 조치는 일본 제국이 1941년 12월 진주만과 괌, 필리핀 열도, 웨이크 섬에 대한 공격을 실시한 이후 프랭클린 D. 루스벨트 대통령이 백악관 행정명령 9066호에 서명하면서 시작되었다. 전쟁 이전 약 127,000여 명의 일본계 미국인이 알래스카를 포함한 미국 본토에 거주하고 있었다. 그 중 112,000여 명은 서해안 지역에 거주하고 있었고, 80,000여 명이 이민자 2세와 3세였다. 한편 계엄에 놓인 하와이 준주에는 전체 인구의 3분의 1 이상인 150,000명 이상이 일본계 미국인으로, 이 중 오직 1,200명에서 1,800명만 강제수용되었다.

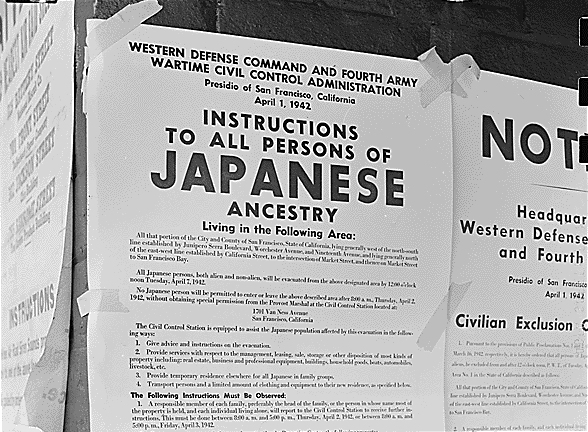
일본계 미국인을 대상으로 한 소개 공고문

강제수용 조치는 일본계 미국인이 미국에 가할 것이라고 여겨진 안보 위험에 대응하기 위해 실시되었다. 일본계 미국인에게 실시된 강제수용의 규모는 수 천명의, 주로 비시민권자가 대상이었던 독일계나 이탈리아계 미국인에게 실시된 것을 크게 상회하는 수준이었다. 수용자들은 수용소에 지참할 수 있는 것 이상을 반입하는 것이 금지되었으므로 개인 사업장 등 소유물의 일부나 전부를 매각하도록 강제되었다.

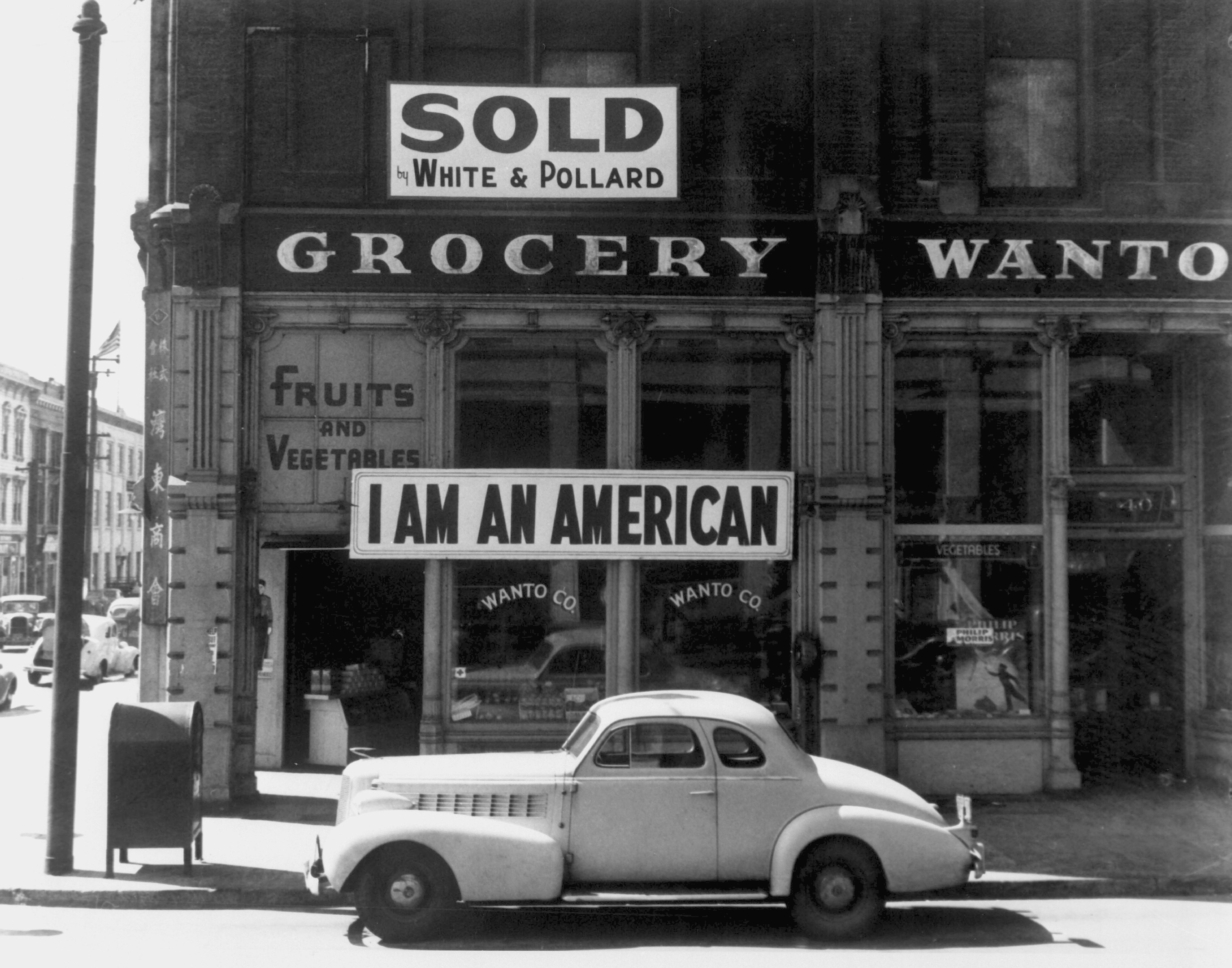
진주만 공격 다음날 일본계 미국인인 마쓰다 다쓰로가 상가에 게재한 현수막. 도로시아 랭 촬영

1944년 12월 18일 코레마츠 대 미국 사건 판결에서 미국 연방 대법원은 미국 수정 헌법 제5조의 적법절차 조항을 충족하여 강제수용 조치가 합헌임을 판시하였으며, 같은 날 엔도 사건(Ex parte Endo)에서 명백히 미국에 충성하는 시민에 대한 구금을 지속할 수 없다고 판결하면서 일본계 미국인에 대한 석방이 시작되었다. 한편 1944년 12월 17일 배제 명령이 폐지되면서 10개소의 수용소 중 아홉 곳이 1945년 말까지 폐쇄되었다. 일본계 미국인은 미군에서 복무하는 것이 금지되었으나 1943년부터 입대가 허용되어 20,000여 명이 복무하였다. 또한 4,000명 이상의 학생이 대학에 다니기 위해 수용소를 나가는 것이 허용되었다. 수용소의 병원들은 총 5,981명의 출생과 1,862명의 사망을 기록했다.
1970년대에 일본계 미국인 시민 동맹(JACL)과 구제 단체들의 압력이 증대되자 지미 카터 행정부에서 전시 민간인 재배치 및 강제수용 조사위원회(Commission on Wartime Relocation and Internment of Civilians, CWRIC)가 발족하여 강제수용에 대한 조사를 진행하였다. 1983년 위원회가 출간한 보고서 《Personal Justice Denied》는 당시 일본계 미국인 시민들의 불복종에 대한 증거를 찾지 못하였으며 강제수용이 인종 차별의 결과였다고 결론내렸고, 수용자들에게 정부가 배상을 지급할 것을 권고하였다. 로널드 레이건 대통령은 1988년 시민자유법에 서명하여 강제수용에 대한 미국 연방 정부의 공식적인 사과를 진행하고 제정 당시 생존한 구금자에게 각 20,000 달러를 보상하도록 하였다. 1992년까지 미국 정부는 82,219명의 일본계 미국인에게 총 16억 달러 이상을 배상했다.

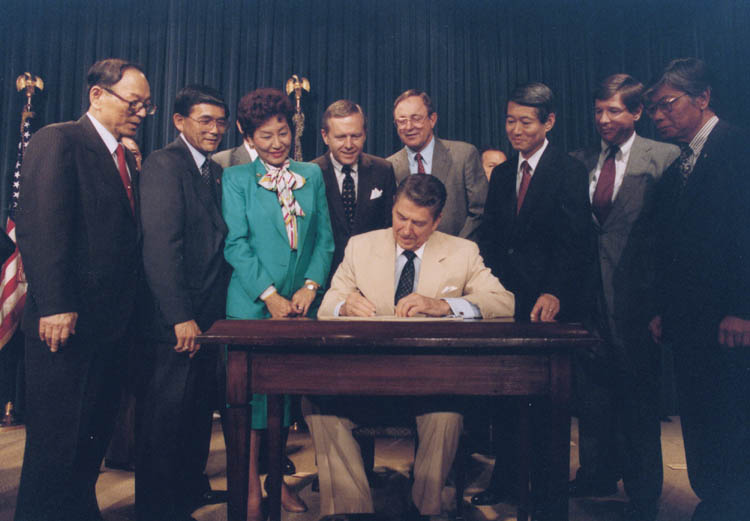
1988년 시민자유법에 서명하는 레이건

## 참고 문헌
- World War II Japanese Americans Incarceration: Justice Denied. 《National Archives》 (보고서). 1982-1983.